# Asterosejsmologia
Asterosejsmologia (ἀστήρ, astēr, "gwiazda"; σεισμός, seismos, "trzęsienie ziemi"; oraz -λογία, -logia, "wiedza") – dziedzina astrofizyki zajmująca się badaniem pulsacji gwiazd i wnioskowaniem na temat ich budowy wewnętrznej. Asterosejsmologia Słońca nazywa się heliosejsmologią.
Oscylacje gwiazd mogą być wzbudzane spontanicznie (niestabilność pulsacyjna) lub stochastycznie (turbulencja związana z konwekcją). Z pierwszym przypadkiem mamy do czynienia w przypadku klasycznych gwiazd pulsujących, znajdujących się  w pasie niestabilności na  diagramie Herzsprunga-Russela, takich jak cefeidy, gwiazdy RR Lyrae, a także  gwiazdy Delta Scuti, gwiazdy Beta Cephei, oraz w niektórych białych karłach i podkarłach typu sdB. Drugi mechanizm występuje w Słońcu; podobne oscylacje odkryto też w licznych gwiazdach typu słonecznego, takich jak Alfa Centauri.
Oscylacje gwiazdowe dzielimy na trzy typy:
- mody akustyczne (mody typu p), wywołane fluktuacjami ciśnienia wewnątrz gwiazdy,
- mody grawitacyjne (mody typu g), wywołane przez siłę wyporu,
- mody grawitacyjne powierzchniowe (mody typu f), podobne do fal na powierzchni oceanów.

W Słońcu występują liczne mody p i f, natomiast mody g spotyka się w białych karłach i podkarłach, a także w niektórych gwiazdach ciągu głównego.